# Persone di nome Carlo/Pittori
| Questa pagina contiene informazioni ricavate automaticamente dalle voci biografiche con l'ausilio del template Bio e di un bot. L'aggiornamento è periodico e automatico e ricostruisce completamente la pagina. Se manca una persona in questa lista, sei pregato di non aggiungerla, ma accertati piuttosto che la sua voce biografica contenga il template Bio e che i dati anagrafici siano correttamente compilati. Se il template Bio manca, inseriscilo tu stesso o, in alternativa, metti l'avviso {{tmp\|Bio}} che ne segnala la mancanza. Se i dati riportati sono sbagliati, correggi direttamente la voce biografica; le modifiche saranno visibili in questa lista entro pochi giorni. Per chiarimenti vedi il progetto antroponimi. La lista contiene solo le 146 persone che sono citate nell'enciclopedia e per le quali è stato implementato correttamente il template Bio. Pagina aggiornata al 23 mag 2025. |

Questa è una lista di persone presenti nell'enciclopedia che hanno il nome Carlo e sono pittori.

## A(7)
- Carlo Ademollo, pittore italiano (Firenze, n. 1824 - Firenze, † 1911)
- Carlo Paolo Agazzi, pittore italiano (Milano, n. 1870 - Milano, † 1922)
- Carlo Alfano, pittore e scultore italiano (Napoli, n. 1932 - Napoli, † 1990)
- Carlo Allegretti, pittore italiano (Monteprandone)
- Carlo Alleva, pittore italiano (Lacedonia, n. 1932 - Avellino, † 1993)
- Carlo Amalfi, pittore italiano (Piano di Sorrento, n. 1707 - Napoli, † 1787)
- Carlo Arienti, pittore italiano (Arcore, n. 1801 - Bologna, † 1873)

## B(21)
- Carlo Alberto Baratta, pittore italiano (Genova, n. 1754 - † 1815)
- Carlo Battaglia, pittore italiano (La Maddalena, n. 1933 - La Maddalena, † 2005)
- Carlo Bazzi, pittore italiano (Torino, n. 1875 - Milano, † 1947)
- Carlo Bellosio, pittore italiano (Milano, n. 1801 - Bellagio, † 1849)
- Carlo Bertocci, pittore italiano (Castell'Azzara, n. 1946)
- Carlo Bertolini, pittore, scultore e incisore italiano (Roverbella, n. 1922 - Mantova, † 2019)
- Carlo Antonio Bianchi, pittore italiano (Pavia, n. 1714)
- Carlo Bianconi, pittore, scultore e architetto italiano (Bologna, n. 1732 - Milano, † 1802)
- Carlo Felice Biscarra, pittore, critico d'arte e archeologo italiano (Torino, n. 1823 - Torino, † 1894)
- Carlo Böcklin, pittore svizzero (n. 1870 - † 1934)
- Carlo Ludovico Bompiani, pittore italiano (Roma, n. 1902 - Roma, † 1972)
- Carlo Bonacina, pittore e incisore italiano (Mestrino, n. 1905 - Pergine Valsugana, † 2001)
- Carlo Bonatto Minella, pittore italiano (Frassinetto, n. 1855 - Frassinetto, † 1878)
- Carlo Bonavia, pittore italiano (Roma, n. 1730 - Napoli)
- Carlo Bononi, pittore italiano (Ferrara - Ferrara, † 1632)
- Carlo Borsetti, pittore italiano (Varallo, n. 1698 - † 1759)
- Carlo Borzone, pittore italiano (Genova - Genova, † 1657)
- Carlo Bossoli, pittore e scenografo svizzero (Lugano, n. 1815 - Torino, † 1884)
- Carlo Braccesco, pittore italiano (Milano)
- Carlo Brisighella Eismann, pittore italiano (Venezia - Verona)
- Carlo Brisighella, pittore italiano (Ferrara - Ferrara, † 1710)

## C(23)
- Carletto Caliari, pittore italiano (Venezia, n. 1570 - Venezia, † 1596)
- Carlo Cane, pittore italiano (Gallarate, n. 1615 - Milano, † 1688)
- Carlo Canella, pittore italiano (Verona, n. 1800 - Milano, † 1879)
- Carlo da Camerino, pittore italiano
- Carlo del Mantegna, pittore italiano (Mantova - † 1546)
- Carlo Innocenzo Carloni, pittore italiano (Scaria d'Intelvi, n. 1687 - Scaria d'Intelvi, † 1775)
- Carlo Caroli, pittore italiano (Napoli, n. 1920 - Anzio, † 2008)
- Carlo Carosso, pittore e scultore italiano (Asti, n. 1953 - Asti, † 2007)
- Carlo Carrà, pittore italiano (Quargnento, n. 1881 - Milano, † 1966)
- Carlo Casanova, pittore e incisore italiano (Crema, n. 1871 - Quarna Sotto, † 1950)
- Carlo Ceresa, pittore italiano (San Giovanni Bianco, n. 1609 - Bergamo, † 1679)
- Carlo Cesi, pittore e incisore italiano (Antrodoco, n. 1622 - Rieti, † 1682)
- Carlo Cherubini, pittore italiano (Ancona, n. 1897 - Venezia, † 1978)
- Carlo Chessa, pittore, incisore e illustratore italiano (Cagliari, n. 1855 - † 1912)
- Carlo Chiostri, pittore e illustratore italiano (Firenze, n. 1863 - Firenze, † 1939)
- Carlo Cignani, pittore italiano (Bologna, n. 1628 - Forlì, † 1719)
- Carlo Ciocca, pittore italiano (Treviglio, n. 1902 - Bergamo, † 1984)
- Carlo Coppola, pittore italiano (Napoli, n. 1620 - Napoli, † 1686)
- Carlo Corsi, pittore italiano (Nizza, n. 1879 - Bologna, † 1966)
- Carlo Cotti, pittore e restauratore svizzero (Lugano, n. 1903 - † 1980)
- Carlo Cressini, pittore italiano (Genova, n. 1864 - Milano, † 1938)
- Carlo Crivelli, pittore italiano (Venezia - Ascoli Piceno, † 1495)
- Carlo Cussetti, pittore italiano (Torino, n. 1866 - Torino, † 1949)

## D(7)
- Carlo Dalla Zorza, pittore e incisore italiano (Venezia, n. 1903 - Venezia, † 1977)
- Carlo Dolci, pittore italiano (Firenze, n. 1616 - Firenze, † 1686)
- Carlo Domenici, pittore italiano (Livorno, n. 1897 - Portoferraio, † 1981)
- Carlo Donati, pittore italiano (Verona, n. 1874 - Verona, † 1949)
- Carlo Donelli, pittore italiano (Milano, n. 1661 - Milano, † 1715)
- Carlo Dusi, pittore italiano (Mantova, n. 1917 - Mantova, † 1995)
- Carlo de Falco, pittore italiano (Napoli, n. 1798 - Pagani, † 1882)

## E(1)
- Carlo Erba, pittore italiano (Milano, n. 1884 - Battaglia dell'Ortigara, † 1917)

## F(7)
- Carlo Fayer, pittore e scultore italiano (Ripalta Nuova, n. 1924 - Ripalta Cremasca, † 2012)
- Carlo Ferrari, pittore italiano (Verona, n. 1813 - Verona, † 1871)
- Carlo Ferrari, pittore italiano (Massenzatico, n. 1946)
- Cesare Ferro Milone, pittore italiano (Torino, n. 1880 - Torino, † 1934)
- Carlo Follini, pittore italiano (Domodossola, n. 1848 - Pegli, † 1938)
- Carlo Fornara, pittore italiano (Prestinone, n. 1871 - Prestinone, † 1968)
- Carlo Frigerio, pittore italiano (Brescia, n. 1763 - Brescia, † 1800)

## G(4)
- Carlo Gerosa, pittore italiano (Canzo, n. 1805 - Canzo, † 1878)
- Carlo Leopoldo Grevenbroeck, pittore italiano (Milano - Napoli)
- Carlo Grossi, pittore italiano (Carpi, n. 1857 - Milano, † 1931)
- Carlo Guarnieri, pittore e incisore italiano (Campiglia Marittima, n. 1892 - Grosseto, † 1988)

## L(4)
- Carlo Labruzzi, pittore, disegnatore e incisore italiano (Roma, n. 1748 - Perugia, † 1817)
- Carlo Leoni, pittore e illustratore italiano (Bologna, n. 1925 - Vergato, † 1982)
- Carlo Lodi, pittore italiano (Bologna, n. 1701 - Bologna, † 1765)
- Carlo Lucy, pittore inglese (Londra, n. 1692 - Bologna)

## M(13)
- Carlo Magini, pittore italiano (Fano, n. 1720 - Fano, † 1806)
- Carlo Malerba, pittore italiano (Bastida Pancarana, n. 1896 - Milano, † 1954)
- Carlo Malinconico, pittore italiano (Napoli, n. 1705)
- Carlo Mancini, pittore italiano (Milano, n. 1829 - Milano, † 1910)
- Carlo Maratta, pittore e restauratore italiano (Camerano, n. 1625 - Roma, † 1713)
- Carlo Maria Mariani, pittore italiano (Roma, n. 1931 - New York, † 2021)
- Carlo Martini, pittore italiano (Crema, n. 1908 - Miazzina, † 1958)
- Carlo Mattioli, pittore italiano (Modena, n. 1911 - Parma, † 1994)
- Carlo Meluccio, pittore e medico italiano (La Spezia, n. 1923 - Avellino, † 2021)
- Carlo Gaudenzio Mignocchi, pittore italiano (Trento, n. 1666 - Venezia, † 1716)
- Carlo Montani, pittore, illustratore e giornalista italiano (Saluzzo, n. 1868 - Roma, † 1936)
- Carlo Montarsolo, pittore italiano (Terni, n. 1922 - Roma, † 2005)
- Carlo Morgari, pittore italiano (Torino, n. 1888 - Torino, † 1970)

## N(4)
- Carlo Natali, pittore italiano (Cremona, † 1683)
- Carlo Nogaro, pittore italiano (Asti, n. 1837 - Choisy-au-Bac, † 1931)
- Carlo Novelli, pittore e scultore italiano (Ponsacco, n. 1939 - Pontedera, † 2010)
- Carlo Francesco Nuvolone, pittore italiano (Milano, n. 1609 - Milano, † 1662)

## O(1)
- Carlo Ostrogovich, pittore italiano (Veglia, n. 1884 - Milano, † 1962)

## P(18)
- Carlo Parmeggiani, pittore e illustratore italiano (Ferrara, n. 1881 - Tradate, † 1967)
- Carlo Parri, pittore italiano (Torrita di Siena, n. 1897 - Genova, † 1969)
- Carlo Pascale D'Illonza, pittore italiano (Cuneo, n. 1761 - Torino, † 1824)
- Carlo Patrignani, pittore italiano (L'Aquila, n. 1869 - Carpegna, † 1948)
- Carlo Pellegrini, pittore italiano (Napoli, n. 1839 - Londra, † 1889)
- Carlo Pellegrini, pittore e illustratore italiano (Albese con Cassano, n. 1866 - Albese con Cassano, † 1937)
- Carlo Pellegrini, pittore italiano (n. 1605 - † 1649)
- Carlo Penna, pittore italiano (Camasco, n. 1673)
- Carlo Perindani, pittore e incisore italiano (Milano, n. 1899 - Capri, † 1986)
- Carlo Piacenza, pittore italiano (Torino, n. 1814 - Castiglione Torinese, † 1887)
- Carlo Piterà, pittore italiano (Sellia Marina, n. 1955)
- Carlo Pittara, pittore italiano (Torino, n. 1835 - Rivara, † 1891)
- Carlo Pizzi, pittore italiano (Lecco, n. 1842 - Lecco, † 1909)
- Carlo Pollonera, pittore italiano (Alessandria d'Egitto, n. 1849 - Torino, † 1923)
- Carlo Portelli, pittore italiano (Loro Ciuffenna - Firenze, † 1574)
- Carlo Preda, pittore italiano (Milano - † 1729)
- Carlo Preti, pittore italiano (Udine, n. 1935 - Venezia, † 2002)
- Carlo Antonio Procaccini, pittore italiano (Bologna, n. 1571 - † 1630)

## Q(2)
- Carlo Quaglia, pittore italiano (Terni, n. 1903 - Roma, † 1970)
- Carlo Quattrucci, pittore, incisore e scultore italiano (Roma, n. 1932 - Roma, † 1980)

## R(7)
- Carlo Antonio Rambaldi, pittore e incisore italiano (Bologna, n. 1680 - Taro, † 1717)
- Carlo Giuseppe Ratti, pittore e storiografo italiano (Savona, n. 1737 - Genova, † 1795)
- Carlo Riccardi, pittore italiano (Corvino San Quirico, n. 1923 - Voghera, † 2012)
- Carlo Ridolfi, pittore e scrittore italiano (Lonigo, n. 1594 - Venezia, † 1658)
- Carlo Romagnoli, pittore italiano (Roma, n. 1888 - Roma, † 1965)
- Carlo Rosa, pittore italiano (Giovinazzo, n. 1613 - Bitonto, † 1678)
- Carlo Fortunato Rosti, pittore e avvocato italiano (Milano, n. 1885 - Vimodrone, † 1974)

## S(14)
- Carlo Sacchi, pittore italiano (n. 1617 - † 1706)
- Carlo Salis, pittore italiano (Verona, n. 1688 - † 1773)
- Carlo Saraceni, pittore italiano (Venezia - Venezia, † 1620)
- Carlo Adolfo Schlatter, pittore e incisore svizzero (Roma, n. 1873 - Firenze, † 1958)
- Carlo Sellitto, pittore italiano (Napoli, n. 1581 - Napoli, † 1614)
- Carlo Servolini, pittore italiano (Livorno, n. 1876 - Collesalvetti, † 1948)
- Carlo Baldassarre Simelli, pittore e fotografo italiano (Stroncone, n. 1811 - Roma)
- Carlo Sismonda, pittore, compositore e musicista italiano (Racconigi, n. 1929 - Cuneo, † 2011)
- Carlo Siviero, pittore italiano (Napoli, n. 1882 - Capri, † 1953)
- Carlo Socrate, pittore e scenografo italiano (Mezzana Bigli, n. 1889 - Roma, † 1967)
- Carlo Someda de Marco, pittore, critico d'arte e storico dell'arte italiano (Mereto di Tomba, n. 1891 - Udine, † 1975)
- Carlo Songa, pittore e scenografo italiano (Milano, n. 1856 - Milano, † 1911)
- Carlo Stragliati, pittore italiano (Milano, n. 1867 - Milano, † 1925)
- Carlo Striccoli, pittore italiano (Altamura, n. 1897 - Arezzo, † 1980)

## T(3)
- Carlo Costantino Tagliabue, pittore italiano (Bresso, n. 1880 - Milano, † 1960)
- Carlo Antonio Tavella, pittore italiano (Milano, n. 1668 - Genova, † 1738)
- Carlo Vittorio Testi, pittore, scultore e grafico italiano (Trento, n. 1902 - Bardolino, † 2005)

## U(1)
- Carlo Urbino, pittore italiano (Crema, n. 1525 - Crema, † 1585)

## V(4)
- Carlo Vannucci, pittore, scenografo e scultore italiano (Viareggio, n. 1920 - Viareggio, † 2015)
- Carlo Varese, pittore italiano (Milano, n. 1903 - Zibido San Giacomo, † 1977)
- Carlo Verdecchia, pittore italiano (Casoli di Atri, n. 1905 - Atri, † 1984)
- Carlo Maria Viganoni, pittore italiano (Piacenza, n. 1786 - Piacenza, † 1839)

## W(1)
- Carlo Wostry, pittore e illustratore italiano (Trieste, n. 1865 - Trieste, † 1943)

## Z(4)
- Carlo Zanfrognini, pittore e restauratore italiano (Mantova, n. 1897 - Mantova, † 1976)
- Carlo Zanoletti, pittore italiano (Vigevano, n. 1898 - Vigevano, † 1981)
- Carlo Zinelli, pittore italiano (San Giovanni Lupatoto, n. 1916 - Chievo, † 1974)
- Carlo Zocchi, pittore italiano (Milano, n. 1894 - Milano, † 1965)